# Dwarsligger (sarcofaag)
Dwarsligger is een in 1989 in de Onze-Lieve-Vrouwekathedraal van Antwerpen opgegraven sarcofaag.

## Achtergrond
Bij een archeologische opgraving in 1989 werd in de kathedraal van Antwerpen een loden sarcofaag opgegraven. De doodskist lag dwars ten opzichte van het duizendtal andere blootgelegde graven, die stuk voor stuk oost-west georiënteerd lagen. Dat had te maken met het toenmalige geloof in de wederkomst van Jezus Christus op de dag des oordeels vanuit het oosten. De loden sarcofaag van de 'Dwarsligger' bevond zich in een op zichzelf al zware eikenhouten kist, wat overigens geen ongebruikelijke manier van begraven was voor wie dit kon betalen.

## Duiding
Analyse van de beenderen van het skelet in de sarcofaag toonde aan dat het om een man ging van tussen de 35 en 40 jaar oud. Om het hoofd bevonden zich restanten van een pruik die mogelijk dateert uit het laatste kwart van de 17de of het begin van de 18de eeuw. Wie hier begraven lag en waarom deze kist dwars lag ten opzichte van de andere doodskisten is vooralsnog onduidelijk.
De doodskist bevond zich pal in het hart van de kathedraal, onder de kruisbeuk en de middelste boog van het voormalige doksaal dat schip en koor van elkaar scheidde. Onbeantwoord is de vraag of er conclusies over de oorspronkelijke begraving te verbinden zijn aan de ligging en oriëntatie van de kist: de vloer van de kathedraal is in de relevante periode minstens tweemaal geheel vernieuwd en het bodemarchief is verstoord. Vanaf 1773 werd de vloer verhoogd na een overstroming en in het begin van de 19de eeuw is hij met rommel en puin uit de kerk nogmaals verhoogd na vernielingen en opzettelijke verstoringen van graven ten tijde van de Franse Revolutie.

## Bewaring
De dwarsligger is een archeologisch object en het wordt daarom in het depot van de archeologische dienst van de stad Antwerpen opgeslagen. Voor een goed behoud en beheer is het object opgesplitst in verschillende componenten, die elk een andere behandeling vereisen, en soms ook andere bewaaromstandigheden: het skeletmateriaal, de pruik, de loden kist, een monster van organische resten zoals insectenpoppen, enzovoorts.

## Culturele verwijzing
Auteur Yves Saerens publiceerde in 2016 de historische roman  De dwarsligger  over dit onderwerp.